# رايموند بي. هيوي
رايموند بي. هيوي (بالإنجليزية: Raymond B. Huey)‏ هو أحيائي أمريكي، ولد في 14 سبتمبر 1944.